# Стамбол капија (Београд)
Стамбол капија је једна од четири капије Београда на изласку из вароши. Будући да је кроз њу водио друм у правцу Истанбула (Стамбола), по томе је добила и назив. Остале три су Сава капија, Варош-капија и Видин капија. 
Београдска варош је у 18. и првој половини 19. века од Саве до Дунава била опасана дубоким ровом, у коме се налазила вода, и високим шанцем у који су били забодени високи палисади, тј. храстове облице са шиљком на врху. Била је то извесна заштита вароши од евентуалног напада, при чему је главна одбрана била тврђава у позадини (град), тј. данашњи Калемегдан. 
Налазила се између данашњих Народног позоришта и споменика кнезу Михаилу на Тргу републике. Од свих капија, Стамбол капија била је најчвршће зидана. Остале су откривале своје турско порекло и биле обичне рупе у полупропалом палисаду са неколико балвана изнад рупе (Феликс Каниц). 
Стамбол капију направили су Аустријанци за време своје владавине северном Србијом 1718-1739. године, а легенда каже да је капију подигао Ернст Гидеон фон Лаудон, које изградио и ров око ширег Београда назван Лаудонов шанац. 
Капија је била израђена од тесаног камена и цигле. Имала је просторије за смештај војника који су држали стражу. Кроз Стамбол капију се улазило на три улаза: у средини је био велики за кола, а са обе стране по један мањи за пешаке. Сва су врата била од дебелих храстових греда по којима је прикована јака гвоздена оплата. На њој су се виделе рупе од куршума при нападима. 
Испред капије налазило се поље обрасло травом. Трга републике још није било, као ни данашњег центра Београда. Пут који је из вароши излазио на Стамбол капију делио се одмах на два крака: један је ишао десно ка Теразијама, а други лево ка Ташмајдану и Палилули. 
У близини Стамбол капије Турци су набијали на колац бунтовне Србе. Стога је капија била крајње озлоглашена међу Србима и представљала је симбол страдања под Османским царством. Стога је срушена 1866. године, по наредби кнеза Михаила. Рушење је почело половином априла, а довршено 19. маја 1866. (по старом календару). Темељи капије су више пута откопавани током уређења платоа Трга републике испред Народног музеја. Задњи пут су ископани 2019. године.